# Betta dimidiata
Betta dimidiata — тропічний прісноводний вид риб з родини осфронемових (Osphronemidae), підродина макроподових (Macropodusinae).
Назва dimidiata латинською буквально означає «розділений навпіл»; стосується невеликих розмірів цієї рибки.
В акваріумній торгівлі B. dimidiata часто плутають з B. krataios; разом ці два види в межах роду Бійцівська рибка утворюють групу близьких видів B. dimidiata.

## Опис

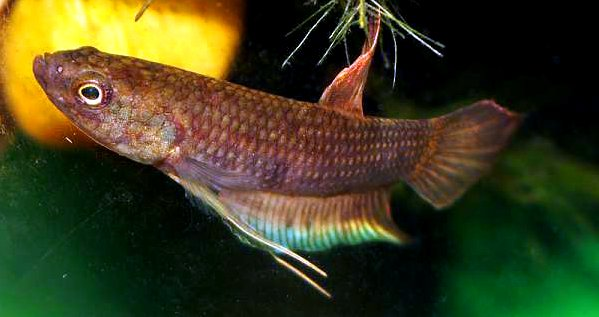

Як на види бійцівських рибок, що інкубують ікру в роті, Betta dimidiata — це дрібна рибка, найбільший відомий розмір — 40 мм стандартної (без хвостового плавця) довжини; максимальна загальна довжина 46 мм. Тіло витягнуте в довжину, має висоту 21-25 % стандартної довжини, довжина голови становить 34,5-37,0 % стандартної довжини.
У бічній лінії 27-29 лусок, 8-9 рядів лусок у поперечному напрямку. Хребців 29-31. У спинному плавці 9-11 променів (серед них 1-3 твердих), в анальному 23-27 (в тому числі 1-2 твердих), у хвостовому 22-26, в грудних по 12-15 променів.
Основне забарвлення червонувато-коричневе з 1-3 широкими темними смугами. Зяброві кришки мають золотавий лиск, присутні чорні смужки на горлі, чорні цятки за зябровими кришками утворюють кілька вертикальних неповних смужок. Плавці червонуваті, анальний ближче до краю має яскраву зеленкувато-блакитну смугу. Черевні плавці біло-блакитні.
Самці мають більш інтенсивне забарвлення, сильно подовжені непарні та черевні плавці, у хвостовому плавці виступають центральні промені. Задній край анального плавця сягає нижнього краю хвостового, довгі нитки черевних плавців сягають двох третин анального плавця. В зрілих самців горло має фіолетове забарвлення.
Схожий вид — B. krataios. Їх легко можна розрізнити за формою хвостового плавця в дорослих риб: у B. krataios він закруглений, а в B. dimidiata має форму загостреної на кінці лопати.

## Поширення
B. dimidiata поширена у верхній частині басейну річки Капуас (індонезійська провінція Західний Калімантан). Як видається, вид обмежується лісовими струмками та торфовими болотами з кислою водою. Вода в них має світло-коричневе забарвлення, pH 5,2-6,5, твердість 1-2 °GH, 0-1 °KH, провідність TDS 20, температура 27 °C.
Вид був виявлений у великій кількості серед шару опалого листя на дні водойм. Підтверджена його присутність лише в 8-10 локаціях, орієнтовна територія поширення становить 6146 км².
Зустрічається в одних водоймах з Betta enisae.
Ареал заходить на територію національного парку Озеро Сентарум (індонез. Taman Nasional Danau Sentarum), але природоохоронні заходи для збереження виду там не проводяться, рибальство на території парку дозволене.

## Розмноження
B. dimidiata виявляє батьківське піклування у формі інкубації ікри в роті. Під час розмноження самець темнішає й стає червонувато-коричневим, а в самок посилюється чорна смужка. Самка зазвичай ініціює нерест. Самець виношує ікру 7-12 днів, залежно від температури води.

## Утримання в акваріумі
Для утримання пари або невеликої групи риб потрібен акваріум місткістю близько 40 літрів, у занадто великому акваріумі вони стають полохливими. Риби повинні мати достатньо схованок (печери, густі кущі рослин тощо). Освітлення має бути приглушеним. Бажаною є наявність рослин, що плавають на поверхні.
Самці можуть битися між собою, але травми трапляються рідко.
Betta dimidiata толерантна до гідрохімічних показників, рекомендується підтримувати показник pH нейтральним або трохи кислим, температура 22-25 °C.
Стосовно корму Betta dimidiata також невибаглива.
Коли риб тримають групою, лише особина, що домінує, виявляє ознаки самця. Якщо його забрати з акваріума, приблизно за 2 тижні визріває самець, що перебуває на наступному щаблі ієрархії.
Розмножуються легко. Підвищення температури води стимулює початок нересту. Можуть нереститися й у спільному акваріумі, але самець за присутності великої кількості риб рідко до кінця виношує потомство. Тому краще використовувати для розведення окреме нерестовище, яке ставлять в тихому місці, де риби будуть захищені від можливих візуальних потрясінь. Важливо, щоб самця не турбували протягом першого тижня інкубації, а самку відразу після закінчення нересту краще відсадити.
Після 12-14 днів інкубації самець випускає мальків протягом 30 хвилин. Мальків небагато, перші дні вони харчуються інфузоріями, далі їм починають давати наупліуси артемій. Ростуть повільно. Тільки-но самці почнуть виявляти статеві відмінності, їх рекомендується розсаджувати.